# Barranc de Figuerola (Segarra)
|  | Aquest article tracta sobre el curs fluvial del municipi de Torà. Vegeu-ne altres significats a «Barranc de Figuerola (Noguera)». |

El Barranc de Figuerola, que en el seu tram inicial rep també la denominació de la Rasa del Vendrell, és un torrent afluent per l'esquerra de la Riera de Llanera.
Neix a la confluència de la Riera d'Auquers amb el Torrent de Bringuers que té lloc a uns 400 m. a llevant de la masia del Vendrell. Pren una direcció global cap als 42 minuts del rellotge i desguassa al seu col·lector sota mateix de Fontanet.

## Municipis per on passa
Des del seu naixement, el Barranc de Figuerola passa successivament pels següents termes municipals.
|                                                      | Longitud (en m.) | % del recorregut |
| ---------------------------------------------------- | ---------------- | ---------------- |
| Per l'interior del municipi de Pinós                 | 168              | 2,15%            |
| Fent frontera entre els municipis de Pinós i de Torà | 2.201            | 28,17%           |
| Per l'interior del municipi de Torà                  | 5.544            | 70,96%           |

## Xarxa hidrogràfica
La xarxa hidrogràfica del Barranc de Figuerola està constituïda per 70 cursos fluvials que en total sumen una longitud de 45.543 m.

### Distribució municipal
El conjunt d'aquesta xarxa hidrogràfica transcorre pels següents termes municipals: